# Kristóf Szalay-Bobrovniczky
Kristóf Szalay-Bobrovniczky (geboren als: Szalay) (* 6. Juni 1970 in Budapest) ist ein ungarischer Diplomat und parteiloser Politiker, der von 2016 bis 2022 Botschafter Ungarns im Vereinigten Königreich war. Seit 2022 ist er Verteidigungsminister Ungarns im Kabinett Orbán V.

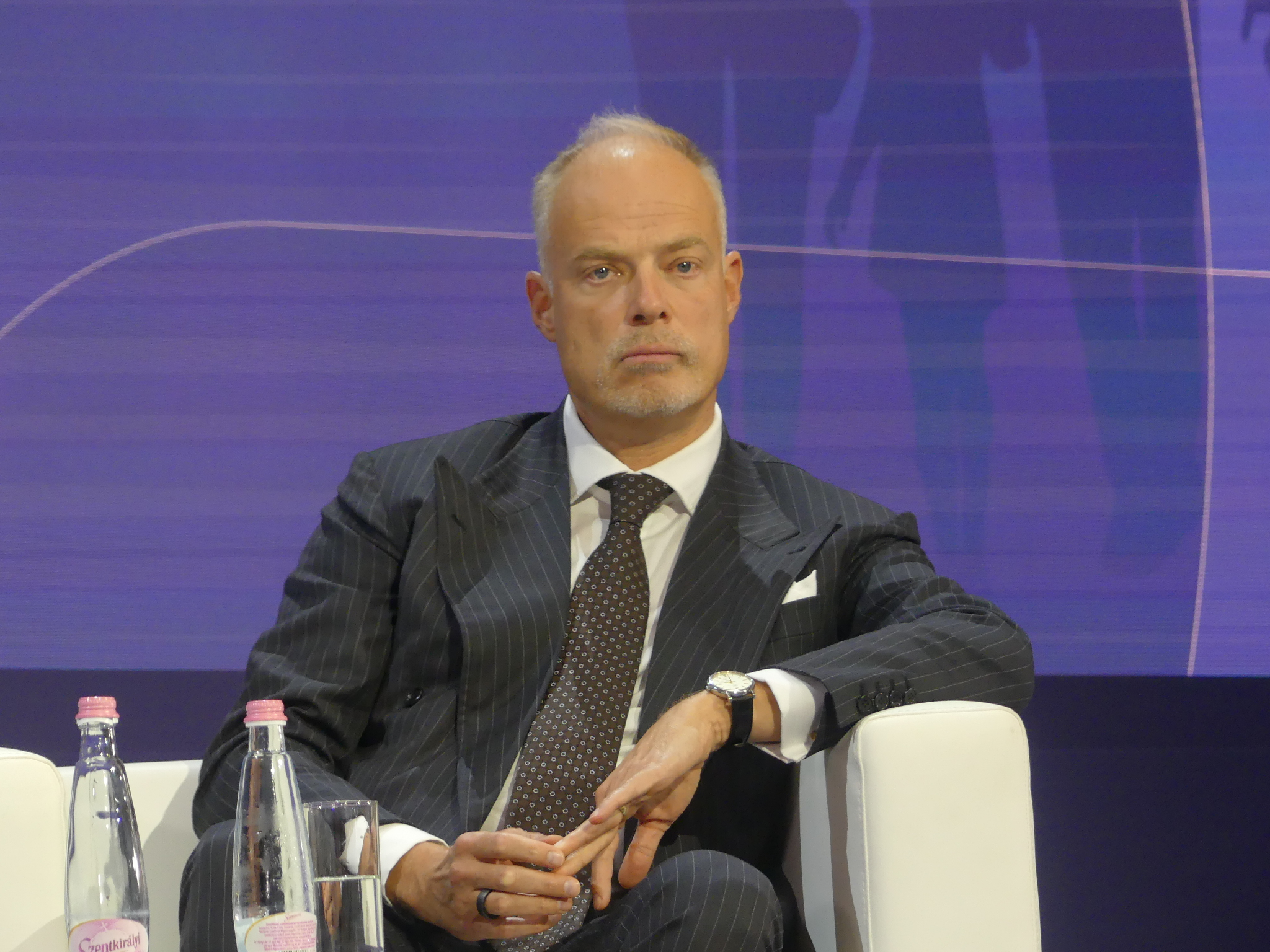
Kristóf Szalay-Bobrovniczky (2023)

## Ausbildung und Karriere
Szalay-Bobrovniczky schloss 1993 sein Studium an der Universität Gödöllő, Ungarn, ab und absolvierte das Programm Copernic, einen postgradualen Managementkurs in Paris, Frankreich.
Er arbeitete sechs Jahre lang im Finanzsektor, zunächst bei Deloitte und dann bei der Crédit Lyonnais Bank in Ungarn. 1999 wechselte er in die Telekommunikationsbranche, wo er bei Pantel Zrt. verschiedene Führungspositionen im Vertrieb und Marketing innehatte (im Besitz des niederländischen Telekommunikationsunternehmens KPN und der Online-Abteilung der Deutschen Telekom) Er wurde Geschäftsführer eines an der Nasdaq notierten Internetdienstanbieters. Während seiner Geschäftskarriere war er auch im Vorstand von Private-Equity-Fonds. Er ist Vorstandsmitglied des größten staatlichen Immobilienentwicklungsprojekts von Budapest, dem Gewinner des International Property Award Városliget Zrt.
Im Jahr 2004 engagierte er sich als Herausgeber und Chefredakteur eines führenden ungarischen politischen Wochenmagazins für öffentliche Angelegenheiten. Von 2011 bis 2016 war er geschäftsführender Vizepräsident der Századvég-Stiftung, der größten und ältesten ungarischen Denkfabrik. Er ist Miteigentümer des Századvég Economy Research Institute, einer strategischen Beratungsfirma.

## Privates
Seine Frau heißt Alexandra Szentkirályi (Szalay-Bobrovniczky) und ist seit 2020 Regierungssprecherin.
Szalay-Bobrovniczky ist Hauptmann der ungarischen Armee und diente im aktiven Dienst bei der ungarischen Palastwache. Er war Vorsitzender des Ungarischen Reservistenverbandes und ist heute dessen Ehrenvorsitzender. Für diese Verdienste wurde ihm 2016 vom ungarischen Verteidigungsminister der Distinguished Award of Defense verliehen.
Ebenfalls war er mehrere Jahre im Springreiten aktiv. Sein Interesse am Pferdesport kam von seinem Großonkel Bert de Némethy, dem berühmten Springtrainer der USA und Erbauer der Olympia-Springstrecke 1984 in Los Angeles.
Er ist Vorsitzender der De Némethy Foundation. Szalay-Bobrovniczky nahm auch an Kampfsportwettkämpfen teil und erhielt den 2. Dan im Kendo.
Er spricht Ungarisch, Englisch, Französisch und Deutsch.